# Heilig Hartbeeld (Dieteren)
Het Heilig Hartbeeld is een standbeeld in de Nederlandse plaats Dieteren, in de provincie Limburg.

## Achtergrond
Het Heilig Hartbeeld werd ontworpen door Jean Adams, een priester-kunstenaar uit Ell en uitgevoerd door Joep Thissen in het Roermondse Atelier Thissen. Het werd op 2 september 1951 geïntroniseerd door monseigneur Guillaume Lemmens. Het beeld staat in een klein plantsoen in de nabijheid van de Sint-Stephanuskerk.

## Beschrijving
Een stenen Christus, gekleed in lang gewaad, wijst met zijn linkerhand naar het Heilig Hart op zijn borst. Het hart is eenvoudig weergegeven, zonder doornenkrans en kruis, zoals voor de Tweede Wereldoorlog gangbaar was. Christus staat op een halve wereldbol. Op de voet van het beeld de tekst 

DIETEREN AAN CHRISTUS - 1951

Het beeld staat op een sokkel, een in baksteen gemetselde pilaar.